# Marija Vasil'evna Žilova
Marija Vasil'evna Žilova, traslitterato anche come Maria Vasilyevna Zhilova, (in russo Мария Васильевна Жилова?; Rybinsk, 9 gennaio 1871 – San Pietroburgo, 16 maggio 1934), è stata un'astronoma russa.

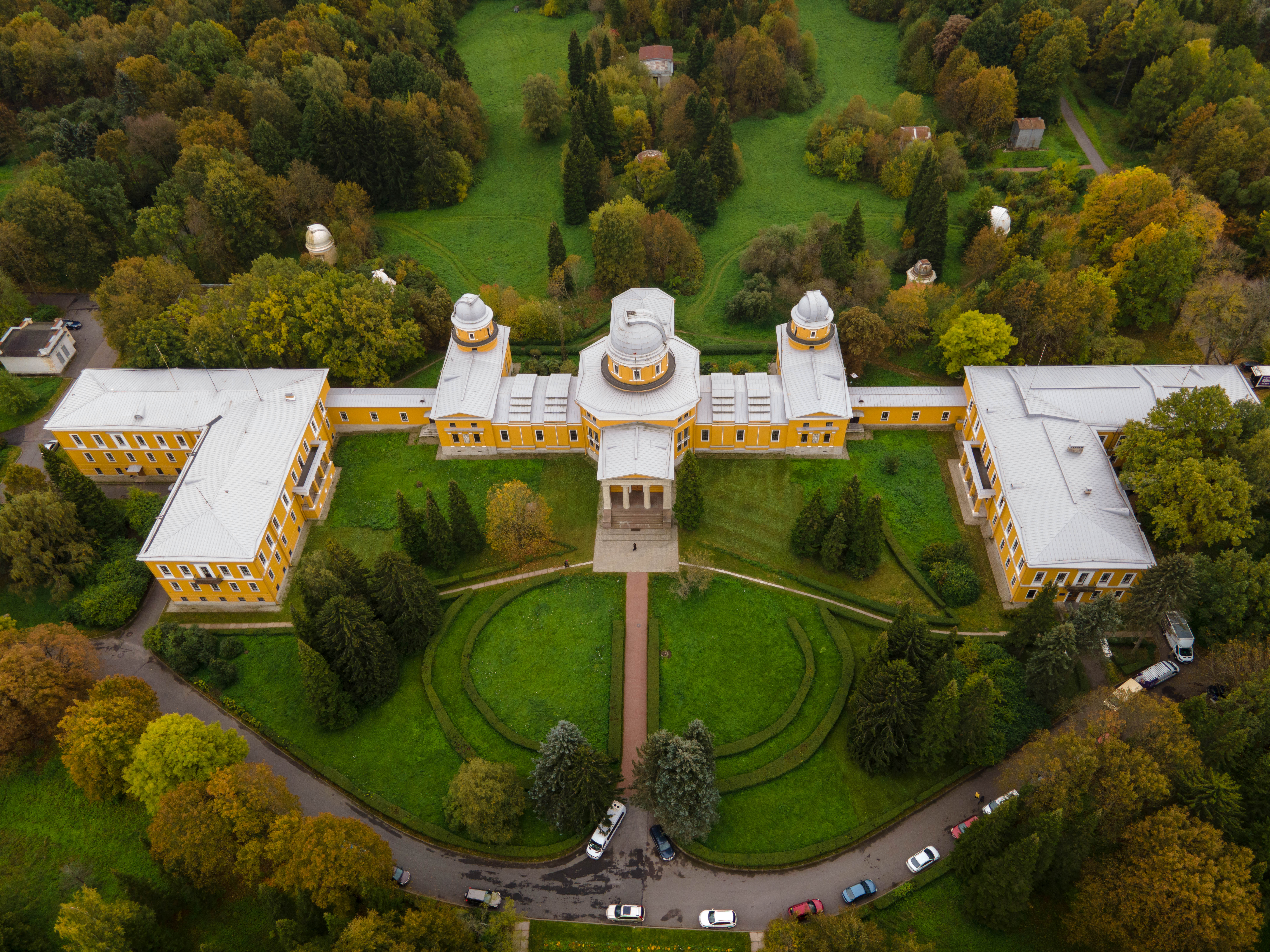
L'osservatorio di Pulkovo, dove lavorò tra il 1895 e il 1934

È ricordata come la prima donna astronoma professionista dell'Impero russo.

## Biografia
Marija Vasil'evna Žilova nacque a Rybinsk il 9 gennaio 1871  (il 27 dicembre 1870 secondo il calendario giuliano) da Vasilij Ivanovič Žilov, un mercante di Rybinsk, e Ekaterina Il'inična Volkova. Studiò inizialmente al ginnasio della sua città e nel 1890 si trasferì a San Pietroburgo, dove si laureò presso il Dipartimento di Fisica e Matematica.
Nel 1894 venne assunta come astronoma dall'Ufficio di Calcolo dell'Accademia delle Scienze e tra il 1895 e il 1934 lavorò all'Osservatorio di Pulkovo, vicino a San Pietroburgo, inizialmente come calcolatrice orbitale, studiando in modo particolare le orbite degli asteroidi, ed in seguito come astronoma associata.
Nel 1905 le fu conferito un premio della Società Astronomica Russa per il suo lavoro nel campo della meccanica celeste.
Le sono stati dedicati l'asteroide della fascia principale 1255 Schilowa nel 1932 e il cratere Zhilova sulla superficie di Venere nel 1985.